# Rafael Alkorta
Rafael Alkorta Martínez (Bilbao, 16 september 1968) is een Spaans voormalig profvoetballer. Hij speelde jarenlang als verdediger bij Athletic de Bilbao, Real Madrid CF en het Spaans nationaal elftal.

## Clubvoetbal
Vanaf 1978 speelde Alkorta in de jeugd bij Athletic de Bilbao. In 1987 kwam hij bij het eerste elftal. In 1993 werd Alkorta gecontracteerd door Real Madrid, waar hij tot 1997 zou spelen. Met Los Merengues won hij in 1995 en 1997 de Spaanse landstitel. In 1997 keerde Alkorta terug bij Athletic de Bilbao en speelde door de Baskische club totdat hij in 2002 zijn loopbaan als profvoetballer afsloot. In 1998 behaalde Alkorta met Athletic een tweede plaats in de Primera División achter kampioen FC Barcelona, waardoor hij in het seizoen 1998/1999 met zijn club in de UEFA Champions League speelde.

### Statistieken
| seizoen | club            | land            | competitie       | wed. | goals |
| ------- | --------------- | --------------- | ---------------- | ---- | ----- |
| 1987/88 | Athletic Bilbao | Vlag van Spanje | Primera División | 21   | 1     |
| 1988/89 | Athletic Bilbao | Vlag van Spanje | Primera División | 33   | 0     |
| 1989/90 | Athletic Bilbao | Vlag van Spanje | Primera División | 37   | 1     |
| 1990/91 | Athletic Bilbao | Vlag van Spanje | Primera División | 35   | 0     |
| 1991/92 | Athletic Bilbao | Vlag van Spanje | Primera División | 17   | 0     |
| 1992/93 | Athletic Bilbao | Vlag van Spanje | Primera División | 29   | 0     |
| 1993/94 | Real Madrid     | Vlag van Spanje | Primera División | 32   | 0     |
| 1994/95 | Real Madrid CF  | Vlag van Spanje | Primera División | 9    | 0     |
| 1995/96 | Real Madrid CF  | Vlag van Spanje | Primera División | 26   | 2     |
| 1996/97 | Real Madrid CF  | Vlag van Spanje | Primera División | 40   | 0     |
| 1997/98 | Athletic Bilbao | Vlag van Spanje | Primera División | 29   | 1     |
| 1998/99 | Athletic Bilbao | Vlag van Spanje | Primera División | 15   | 1     |
| 1999/00 | Athletic Bilbao | Vlag van Spanje | Primera División | 24   | 1     |
| 2000/01 | Athletic Bilbao | Vlag van Spanje | Primera División | 17   | 0     |
| 2001/02 | Athletic Bilbao | Vlag van Spanje | Primera División | 6    | 1     |

## Nationaal elftal
Alkorta speelde 54 interlands voor het Spaans nationaal elftal. Hij debuteerde op 26 mei 1990 tegen Joegoslavië. De verdediger nam met Spanje deel aan de wereldkampioenschappen van 1990, 1994 en 1998 en het Europees kampioenschap 1996. Alkorta speelde op 14 oktober 1998 tegen Israël zijn laatste interland.
1 Zubizarreta ·
2 Chendo ·
3 Jiménez ·
4 Andrinúa ·
5 Sanchís ·
6 Vázquez ·
7 Pardeza ·
8 Flores · 
9 Butragueño  ·
10 Gómez ·
11 Villarroya ·
12 Alkorta ·
13 Ablanedo ·
14 Górriz ·
15 Roberto ·
16 Bakero ·
17 Hierro ·
18 Paz ·
19 Salinas ·
20 Manolo ·
21 Míchel ·
22 Ochotorena ·
Coach: Suárez
1 Zubizarreta  ·
2 Ferrer ·
3 Otero ·
4 Camarasa ·
5 Abelardo ·
6 Hierro ·
7 Goikoetxea ·
8 Guerrero · 
9 Guardiola ·
10 Bakero ·
11 Begiristain ·
12 Sergi Barjuán ·
13 Cañizares ·
14 Juanele ·
15 Caminero ·
16 Miñambres ·
17 Voro ·
18 Alkorta ·
19 Salinas ·
20 Nadal ·
21 Enrique ·
22 Lopetegui ·
Coach: Clemente
1 Zubizarreta  ·
2 López ·
3 Belsué ·
4 Alkorta ·
5 Abelardo ·
6 Hierro ·
7 Amavisca ·
8 Guerrero ·
9 Pizzi ·
10 Donato ·
11 Alfonso ·
12 Sergi Barjuán ·
13 Cañizares ·
14 Kiko ·
15 Caminero ·
16 Otero ·
17 Manjarín ·
18 Amor ·
19 Salinas ·
20 Nadal ·
21 Enrique ·
22 Molina ·
Coach: Clemente
1 Zubizarreta  ·
2 Ferrer ·
3 Aranzábal ·
4 Alkorta ·
5 Abelardo ·
6 Hierro ·
7 Morientes ·
8 Guerrero · 
9 Pizzi ·
10 Raúl ·
11 Alfonso ·
12 Sergi Barjuán ·
13 Cañizares ·
14 Campo ·
15 Aguilera ·
16 Celades ·
17 Etxeberria ·
18 Amor ·
19 Kiko ·
20 Nadal ·
21 Enrique ·
22 Molina ·
Coach: Clemente